# مجلس اعلای شیعیان لبنان

## چگونگی تأسیس
امام موسی صدر حدود بیست و چند سال در لبنان بود. ولی در اردیبهشت ماه ۱۳۴۵، برابر محرم ۱۳۸۵ قمری، با حضور شخصیت‌های مختلف مسلمان و مسیحی طی یک سخنرانی پرشور، با عنوان «علل عقب‌ماندگی مسلمانان» ابتدا به علل فرعی اشاره کرد و سپس علت اصلی و منشأ عقب‌ماندگی را با استناد به آیات قرآن و روایات اهل بیت و براهین عقلی، تنها در عدم تشکیلات منسجم و عدم تشکیل حکومتی مقتدر قلمداد نمود. آن‌گاه برای احقاق حقوق، سازماندهی و اداره بهتر شیعیان لبنان، به تشکیل حداقل یک مرکز مستقل تأکید کرد. در این میان مخالفت‌ها و کارشکنی‌هایی از سوی دولت‌های عربی و برخی از شخصیت‌های داخلی لبنان آغاز گردید. ولی او هرگز کوتاه نیامد و به تلاش‌های خود ادامه داد. در مرحله دوم، تصمیم گرفت موضوع را در سطح جهانی مطرح کند. از این رو، او روز دوشنبه ۲۷ ربیع الثانی ۱۳۸۶ قمری، طی یک مصاحبه مطبوعاتی بزرگ در شهر بیروت، به مشکلات و گرفتاری‌های شیعیان در آن کشور اشاره کرد و به شکل علمی و تحقیقی و بر اساس آمار، محرومیت آنان را در معرض افکار جهانی قرار داد و بر ضرورت تشکیل یک مجلس شیعی در لبنان تأکید فراوان نمود. باز هم مخالفت‌هایی روی داد ولی صدر از پای ننشست و سرانجام، تلاش‌های او به نتیجه رسید و نمایندگان شیعیان در مجلس شورای لبنان، به پیشنهاد وی یک طرح قانونی را تقدیم مجلس کردند که این طرح روز سه‌شنبه ششم‌صفر ۱۳۸۷ قمری، به تصویب مجلس و امضای رئیس‌جمهور لبنان رسید. براساس این طرح قانونی، شیعیان اجازه داشتند که مجلسی را به نام «المجلس الاسلامی الشیعی الاعلی» (مجلس اعلای شیعیان) برای دفاع از حقوق خود تأسیس کنند. پس از گذراندن مراحل قانونی، در تابستان سال ۱۳۸۹ قمری مجلس اعلای شیعیان در لبنان (با انتخاب یک هیئت شرعی نه نفره از علمای بزرگ شیعه و یک هیئت اجرایی دوازده نفره) به‌طور رسمی و قانونی شروع به فعالیت کرد. همه امور با موفقیت تمام پشت سر گذاشته می‌شد؛ اما در این میان، مجلس اعلا احتیاج مبرم به یک رئیس داشت. بی‌درنگ طی یک نشست با شرکت تمام اعضای هیئت شرعی و اجرایی مجلس، روز جمعه ششم‌ربیع‌الاول ۱۳۸۹ قمری، سید موسی صدر به عنوان نخستین رئیس مجلس اعلای شیعیان انتخاب گردید. بر اساس قانون تصویب شده در «مجلس شورای لبنان» مدت این ریاست شش سال تعیین شده بود، ولی روز پنج‌شنبه ۲۹ صفر ۱۳۹۳ قمری به اتفاق آرای هیئت رئیسه مجلس اعلا، مدت ریاست تغییر یافت و تا سن ۶۵ سالگی سید موسی صدر، این ریاست به وی واگذار شد.

## نقش در تحولات لبنان
(ناقص)

## روسا
اسامی روسای مجلس اعلای شیعیان لبنان به ترتیب:
- سید موسی صدر
- محمدمهدی شمس‌الدین
- عبدالامیر قبلان
- صبری حماده
- ریاض طه
- سلیمان یحفوفی
- رضا فرحات

و…